# Tuset Street
Tuset Street és una pel·lícula musical espanyola estrenada el 1968 dirigida inicialment per Jordi Grau i Solà i finalment per Lluís Marquina i Pichot. Fou protagonitzada per Sara Montiel, Patrick Bauchau i Teresa Gimpera. És ambientada al carrer Tuset de Barcelona, un dels llocs emblemàtics de la gauche divine. La pel·lícula pretenia modernitzar la imatge cinematogràfica de Sara Montiel amb noves modes estètiques, però finalment acabà amb una baralla entre la protagonista i el director que provocà la seva substitució per Lluís Marquina i Pichot.

## Argument
Jordi Artigas és un jove arquitecte que viu en un dels barris més moderns de Barcelona i que té fama de seductor. Al pub del carrer Tuset coneix Violeta Riscal, una vedette d'El Molino que a més de cantar fa alterne. Jordi s'aposta amb els seus amics que seduirà la Violeta.

## Repartiment
- Sara Montiel - Violeta Riscal
- Patrick Bauchau - Jorge Artigas
- Teresa Gimpera - Teresa
- Jacint Esteva - Mik
- Emma Cohen - Mariona
- Luis García Berlanga - Aparicio
- Jaume Picas - Llongueras
- Tomás Torres - Oriel
- Adrià Gual
- Óscar Pellicer - Pesa
- Francisco Barnaba
- Milagros Guijarro
- Alfredo Landa